# Адэр (мыс)
Мыс Адэ́р — мыс, расположенный на одноимённом полуострове на крайнем северо-востоке региона Земля Виктории, Восточная Антарктида. Мыс условно отделяет море Росса (к востоку) от Южного Океана (к западу). При движении вглубь полуострова над мысом возвышаются горы Адмиралтейства.
Британец Джеймс Росс обнаружил мыс Адэр в январе 1841 года и назвал его в честь своего друга виконта Адэра, который был родом из города Адэр (ныне в Ирландии). Позднее, в 1895 году, мыс Адэр сыграл важную роль в качестве места высадки и зимовки первых исследователей Антарктики.
На мысе расположены хижины Карстена Борхгревинка, построенные в 1899 году. Это первые строения человека в Антарктиде. Благодаря отсутствию антропологического влияния и холодному климату, они прекрасно сохранились до настоящего времени.
Также на мысе Адэр вблизи хижины Борхгревинка в 1911 году зимовала северная партия Британской антарктической экспедиции Р. Скотта, возглавляемая лейтенантом Кемпбеллом.